# A Psych – Dilis detektívek epizódjainak listája
Ez a lista az Psych – Dilis detektívek című amerikai sorozat epizódjait tartalmazza.

## Évados áttekintés
| Évad | Évad | Epizódok | Eredeti sugárzás   | Eredeti sugárzás   | Eredeti adó | Magyar sugárzás     | Magyar sugárzás    | Magyar adó        |
| Évad | Évad | Epizódok | Évadpremier        | Évadfinálé         | Eredeti adó | Évadpremier         | Évadfinálé         | Magyar adó        |
| ---- | ---- | -------- | ------------------ | ------------------ | ----------- | ------------------- | ------------------ | ----------------- |
|      | 1    | 15       | 2006. július 7.    | 2007. március 2.   | USA Network | 2007. április 22.   | 2007. július 29.   | TV2               |
|      | 2    | 16       | 2007. július 13.   | 2008. február 15.  | USA Network | 2008. szeptember 6. | 2008. december 20. | TV2               |
|      | 3    | 16       | 2008. július 18.   | 2009. február 20.  | USA Network | 2009. szeptember 4. | 2009. december 18. | TV2               |
|      | 4    | 16       | 2009. augusztus 7. | 2010. március 10.  | USA Network | 2012. április 11.   | 2012. május 2.     | Universal Channel |
|      | 5    | 16       | 2010. július 14.   | 2010. december 22. | USA Network | 2013. december 1.   | 2014. március 24.  | TV2               |
|      | 6    | 16       | 2011. október 12.  | 2012. április 11.  | USA Network | 2015. május 18.     | 2015. június 9.    | Universal Channel |
|      | 7    | 14       | 2013. február 27.  | 2013. május 29.    | USA Network | 2016. január 9.     | 2016. február 21.  | TV2               |
|      | 8    | 10       | 2014. január 8.    | 2014. március 26.  | USA Network | 2016. március 5.    | 2016. április 3.   | TV2               |

## 1. évad (2006–2007)
| Sor. | Év. | Cím                                                                                          | Rendező           | Író                                               | Premier                              | Nézettség   |
| ---- | --- | -------------------------------------------------------------------------------------------- | ----------------- | ------------------------------------------------- | ------------------------------------ | ----------- |
| 1.   | 1.  | Bevezető rész (Pilot)                                                                        | Michael Engler    | Steve Franks                                      | 2006. július 7. 2007. április 22.    | 6,06 millió |
| 2.   | 2.  | Betűző-show (Spellingg Bee)                                                                  | Mel Damski        | Steve Franks                                      | 2006. július 14. 2007. április 29.   | 4,71 millió |
| 3.   | 3.  | Szóljon most vagy hallgasson mindörökre (Speak Now or Forever Hold Your Piece)               | Michael Zinberg   | Steve Franks                                      | 2006. július 21. 2007. május 6.      | 4,69 millió |
| 4.   | 4.  | Egyedülálló nő keresi halott férjét… (Woman Seeking Dead Husband: Smokers Okay, No Pets)     | Jeff Melman       | Steve Franks                                      | 2006. július 28. 2007. május 13.     | 4,35 millió |
| 5.   | 5.  | Kilenc élet (9 Lives)                                                                        | Matt Shakman      | Andy Berman                                       | 2006. augusztus 4. 2007. május 20.   | 4,72 millió |
| 6.   | 6.  | Hétvégi vitézek (Weekend Warriors)                                                           | John Fortenberry  | Douglas Steinberg                                 | 2006. augusztus 11. 2007. május 27.  | 4,76 millió |
| 7.   | 7.  | Szellemirtók (Who Ya Gonna Call?)                                                            | Michael Lange     | Kerry Lenhart és John J. Shakman                  | 2006. augusztus 18. 2007. június 3.  | 4,89 millió |
| 8.   | 8.  | Shawn a Vörös Fantom ellen (Shawn vs. the Red Phantom)                                       | John T. Kretchmer | Anupam Nigam                                      | 2006. augusztus 25. 2007. június 10. | 4,64 millió |
| 9.   | 9.  | A feledés jótékony (Forget Me Not)                                                           | Mel Damski        | Lee Goldberg és William Rabkin                    | 2007. január 19. 2007. június 17.    | 3,78 millió |
| 10.  | 10. | Határ a csillagos ég (From the Earth to Starbucks)                                           | Michael Zinberg   | Steve Franks                                      | 2007. január 26. 2007. június 24.    | 3,70 millió |
| 11.  | 11. | Villámrandi, az élet megrontója (He Loves Me, He Loves Me Not, He Loves Me, Oops He’s Dead!) | Tim Matheson      | Andy Berman                                       | 2007. február 2. 2007. július 1.     | 3,81 millió |
| 12.  | 12. | Zápor, zivatar és gyilkosság (Cloudy… With a Chance of Murder)                               | Lev L. Spiro      | Andy Berman                                       | 2007. február 9. 2007. július 8.     | 3,60 millió |
| 13.  | 13. | Gém, szett, gyilkosság (Game, Set… Muuurder?)                                                | James L. Conway   | Anupam Nigam                                      | 2007. február 16. 2007. július 15.   | 3,20 millió |
| 14.  | 14. | Mindhalálig póker (Poker? I Barely Know Her)                                                 | Joanna Kerns      | Kerry Lenhart, John J. Sakmar és Douglas Stenberg | 2007. február 28. 2007. július 22.   | 3,74 millió |
| 15.  | 15. | Legendák születése (Scary Sherry: Bianca’s Toast)                                            | John Landis       | Steve Franks és James Roday                       | 2007. március 2. 2007. július 29.    | 4,48 millió |

## 2. évad (2007–2008)
| Sor. | Év. | Cím                                                                                              | Rendező         | Író                         | Premier                                 | Nézettség   |
| ---- | --- | ------------------------------------------------------------------------------------------------ | --------------- | --------------------------- | --------------------------------------- | ----------- |
| 16.  | 1.  | Amerikai duók (American Duos)                                                                    | John Landis     | Steve Franks és James Roday | 2007. július 13. 2008. szeptember 6.    | 4,33 millió |
| 17.  | 2.  | 65 millió éves luft (65 Million Years Off)                                                       | Tim Matheson    | Steve Franks                | 2007. július 20. 2008. szeptember 13.   | 3,80 millió |
| 18.  | 3.  | Látnok kontra látnok (Psy vs. Psy)                                                               | Mel Damski      | Andy Berman                 | 2007. július 27. 2008. szeptember 20.   | 4,81 millió |
| 19.  | 4.  | Darabolós gyilkos (Zero to Murder in Sixty Seconds)                                              | Stephen Surjik  | Saladin K. Patterson        | 2007. augusztus 3. 2008. szeptember 27. | 3,73 millió |
| 20.  | 5.  | Ügetni valakit valamiért (And Down the Stretch Comes Murder)                                     | Michael Zinberg | Josh Bycel                  | 2007. augusztus 10. 2008. október 4.    | 4,43 millió |
| 21.  | 6.  | A húsevés gyilkosság, de a gyilkosság is gyilkosság! (Meat Is Murder, But Murder Is Also Murder) | Eric Laneuville | Daniel Hsia                 | 2007. augusztus 17. 2008. október 11.   | 3,81 millió |
| 22.  | 7.  | Ha annyira okos vagy, akkor miért haltál meg? (If You’re So Smart, Then Why Are You Dead?)       | Arlene Sanford  | Anupam Nigam                | 2007. augusztus 24. 2008. október 18.   | 4,25 millió |
| 23.  | 8.  | Dadaista bűntettek (Rob-a-Bye Baby)                                                              | Paul Lazarus    | Tami Sagher                 | 2007. szeptember 7. 2008. október 25.   | 3,73 millió |
| 24.  | 9.  | Vadászatra fel! (Bounty Hunters!)                                                                | John Badham     | Andy Berman                 | 2007. szeptember 14. 2008. november 1.  | 4,15 millió |
| 25.  | 10. | Gus apukája lehet, hogy megölt egy öreg palit (Gus’ Dad May Have Killed an Old Guy)              | Oz Scott        | Saladin K. Patterson        | 2007. december 7. 2008. november 8.     | 3,67 millió |
| 26.  | 11. | Van valami ebben a Mirában! (There’s Something About Mira)                                       | Joanna Kerns    | Josh Bycel                  | 2008. január 11. 2008. november 15.     | 4,69 millió |
| 27.  | 12. | Öregember, nem vénember (The Old and the Restless)                                               | Jason Ensler    | Anupam Nigam                | 2008. január 18. 2008. november 22.     | 3,86 millió |
| 28.  | 13. | Fény, kamera, gyilkosság (Lights, Camera… Homicidio)                                             | Matt Shakman    | Andy Berman                 | 2008. január 25. 2008. november 29.     | 4,66 millió |
| 29.  | 14. | Páholyból a Páholyban (Dis-Lodged)                                                               | Mel Damski      | Tim Meltreger               | 2008. február 1. 2008. december 6.      | 4,07 millió |
| 30.  | 15. | Gyilkosság modellezve (Black and Tan: A Crime of Fashion)                                        | Mel Damski      | Steve Franks és James Roday | 2008. február 8. 2008. december 13.     | 3,51 millió |
| 31.  | 16. | A múmia átkának átka (Shawn (and Gus) of the Dead)                                               | Steve Franks    | Steve Franks                | 2008. február 15. 2008. december 20.    | 4,70 millió |

## 3. évad (2008–2009)
| Sor. | Év. | Cím | Rendező           | Író                        | Premier                                 | Nézettség   |
| ---- | --- | --- | ----------------- | -------------------------- | --------------------------------------- | ----------- |
| 32.  | 1.  | Szellemek (Ghosts)                                                                                              | Stephen Surjik    | Steve Franks               | 2008. július 18. 2009. szeptember 4.    | 4,89 millió |
| 33.  | 2.  | Gyilkosság? Valaki? Bueller? Valaki? (Murder? … Anyone? … Anyone? … Bueller?)                                   | Michael McMurray  | Andy Berman                | 2008. július 25. 2009. szeptember 11.   | 4,48 millió |
| 34.  | 3.  | Kaszkadőrök (Daredevils!)                                                                                       | John Badham       | Anupam Nigam               | 2008. augusztus 1. 2009. szeptember 18. | 4,29 millió |
| 35.  | 4.  | A nem fizetős kábeltévé történetének legnagyobb kalandja (The Greatest Adventure in the History of Basic Cable) | Jay Chandrasekhar | Josh Bycel                 | 2008. augusztus 8. 2009. szeptember 25. | 3,40 millió |
| 36.  | 5.  | A diszkó nem halt meg. Meggyilkolták! (Disco Didn’t Die. It Was Murdered!)                                      | Mel Damski        | Saladin K. Patterson       | 2008. augusztus 15. 2009. október 2.    | 3,66 millió |
| 37.  | 6.  | Olaj a vízre (There Might Be Blood)                                                                             | John Badham       | Kell Cahoon                | 2008. augusztus 22. 2009. október 9.    | 3,96 millió |
| 38.  | 7.  | Görkoris sokk (Talk Derby to Me)                                                                                | Steve Miner       | Tim Meltreger              | 2008. szeptember 5. 2009. október 16.   | 4,23 millió |
| 39.  | 8.  | Gus bemegy a bankba (Gus Walks Into a Bank)                                                                     | Eric Laneuville   | Andy Berman                | 2008. szeptember 12. 2009. október 23.  | 4,02 millió |
| 40.  | 9.  | Télapó a börtönben (Christmas Joy)                                                                              | John Landis       | Saladin K. Patterson       | 2008. november 28. 2009. október 30.    | 3,71 millió |
| 41.  | 10. | Tenger alatt az ibolyát (Six Feet Under the Sea)                                                                | Steve Franks      | Steve Franks               | 2009. január 9. 2009. november 6.       | 4,14 millió |
| 42.  | 11. | Lassie rossz fát tett a tűzre (Lassie Did a Bad, Bad Thing)                                                     | Stephen Surjik    | Kell Cahoon                | 2009. január 16. 2009. november 13.     | 3,65 millió |
| 43.  | 12. | A tűzparancsolat (Earth, Wind and… Wait for It)                                                                 | Tim Matheson      | Anupam Nigam               | 2009. január 23. 2009. november 20.     | 3,83 millió |
| 44.  | 13. | Minden héten és nyolcon háború (Any Given Friday Night at 10pm, 9pm Central)                                    | Mel Damski        | Josh Bycel                 | 2009. január 30. 2009. november 27.     | 4,32 millió |
| 45.  | 14. | Igazából hazugság (Truer Lies)                                                                                  | Martha Coolidge   | Victoria Walker            | 2009. február 6. 2009. december 4.      | 4,46 millió |
| 46.  | 15. | Kedd, 17-e (Tuesday the 17th)                                                                                   | James Roday       | Steve Franks               | 2009. február 13. 2009. december 11.    | 4,27 millió |
| 47.  | 16. | Egy este Mr. Janggal (An Evening with Mr. Yang)                                                                 | Mel Damski        | Andy Berman és James Roday | 2009. február 20. 2009. december 18.    | 4,83 millió |

## 4. évad (2009–2010)
| Sor. | Év. | Cím                                                                                    | Rendező           | Író                                 | Premier                                | Nézettség   |
| ---- | --- | -------------------------------------------------------------------------------------- | ----------------- | ----------------------------------- | -------------------------------------- | ----------- |
| 48.  | 1.  | Kiadatás (Extradition: British Columbia)                                               | Steve Franks      | Steve Franks                        | 2009. augusztus 7. 2012. április 11.   | 3,98 millió |
| 49.  | 2.  | A repülőszerencsétlenség (He Dead)                                                     | Michael McMurray  | Saladin K. Patterson                | 2009. augusztus 14. 2012. április 12.  | 4,20 millió |
| 50.  | 3.  | Délidő-féle (High Noon-ish)                                                            | Mel Damski        | Kell Cahoon                         | 2009. augusztus 21. 2012. április 13.  | 3,87 millió |
| 51.  | 4.  | Az ördög a részletekben rejlik (The Devil is in the Details… and the Upstairs Bedroom) | John Badham       | Bill Callahan                       | 2009. augusztus 28. 2012. április 16.  | 4,08 millió |
| 52.  | 5.  | Shawn szagot fog (Shawn Gets the Yips)                                                 | Tawnia McKiernan  | Kell Cahoon és Bill Callahan        | 2009. szeptember 11. 2012. április 17. | 4,03 millió |
| 53.  | 6.  | Bollywood-i gyilkosság (Bollywood Homicide)                                            | Jay Chandrasekhar | Steve Franks és Anupam Nigam        | 2009. szeptember 18. 2012. április 18. | 3,74 millió |
| 54.  | 7.  | Énekkar (High Top Fade-Out)                                                            | Stephen Surjik    | Saladin K. Patterson és James Roday | 2009. szeptember 25. 2012. április 19. | 3,69 millió |
| 55.  | 8.  | A farkasember (Let’s Get Hairy)                                                        | Andrew Bernstein  | Todd Harthan és James Roday         | 2009. október 9. 2012. április 20.     | 3,34 millió |
| 56.  | 9.  | Túszejtés (Shawn Takes a Shot in the Dark)                                             | Mel Damski        | Andy Berman                         | 2009. október 16. 2012. április 23.    | 3,68 millió |
| 57.  | 10. | Juliet bátyja (You Can’t Handle This Episode)                                          | Mel Damski        | Andy Berman                         | 2010. január 27. 2012. április 24.     | 4,37 millió |
| 58.  | 11. | Adrenalintúra (Thrill Seekers and Hell-Raisers)                                        | Mel Damski        | Kell Cahoon és Saladin K. Patterson | 2010. február 3. 2012. április 25.     | 2,86 millió |
| 59.  | 12. | Mindent Julietről (A Very Juliet Episode)                                              | Steve Franks      | Steve Franks és Tim Meltreger       | 2010. február 10. 2012. április 26.    | 3,57 millió |
| 60.  | 13. | A vírus (Death Is in the Air)                                                          | Stephen Surjik    | Bill Callahan és Anupam Nigam       | 2010. február 17. 2012. április 27.    | 2,94 millió |
| 61.  | 14. | Az agytröszt (Think Tank)                                                              | Stephen Surjik    | Andy Berman és Steve Franks         | 2010. február 24. 2012. április 30.    | 3,57 millió |
| 62.  | 15. | A cápa (The Head, the Tail, the Whole Damn Episode)                                    | Matt Shakman      | Steve Franks és Tim Meltreger       | 2010. március 3. 2012. május 1.        | 2,87 millió |
| 63.  | 16. | Mr. Yin bemutatja (Mr. Yin Presents…)                                                  | James Roday       | Andy Berman és James Roday          | 2010. március 10. 2012. május 2.       | 2,95 millió |

## 5. évad (2010)
| Sor. | Év. | Cím                                                                              | Rendező           | Író                                 | Premier                               | Nézettség   |
| ---- | --- | -------------------------------------------------------------------------------- | ----------------- | ----------------------------------- | ------------------------------------- | ----------- |
| 64.  | 1.  | Rómeó és Júlia és Juliet (Romeo and Juliet and Juliet)                           | Steve Franks      | Steve Franks                        | 2010. július 14. 2013. december 1.    | 3,68 millió |
| 65.  | 2.  | Társcsere (Feet Don’t Kill Me Now)                                               | Mel Damski        | Saladin K. Patterson                | 2010. július 21. 2013. december 8.    | 3,30 millió |
| 66.  | 3.  | A földönkívüli (Not Even Close… Encounters)                                      | John Badham       | Bill Callahan                       | 2010. július 28. 2013. december 15.   | 3,74 millió |
| 67.  | 4.  | A lovagiaság nem halt meg… de valaki igen (Chivalry Is Not Dead… But Someone Is) | Jay Chandrasekhar | Andy Berman                         | 2010. augusztus 4. 2013. december 22. | 3,48 millió |
| 68.  | 5.  | Utcai versenyzők (Shawn and Gus in Drag (Racing))                                | Mel Damski        | Kell Cahoon és Tim Meltreger        | 2010. augusztus 11. 2014. január 5.   | 3,78 millió |
| 69.  | 6.  | Régi motorosok (Viagra Falls)                                                    | Andrew Bernstein  | Todd Harthan                        | 2010. augusztus 18. 2014. január 13.  | 4,11 millió |
| 70.  | 7.  | A peches börtönőr (Ferry Tale)                                                   | Reginald Hudlin   | Kell Cahoon és Saladin K. Patterson | 2010. augusztus 25. 2014. január 20.  | 3,63 millió |
| 71.  | 8.  | Shawn 2.0 (Shawn 2.0)                                                            | David Crabtree    | Bill Callahan                       | 2010. szeptember 1. 2014. január 27.  | 3,70 millió |
| 72.  | 9.  | Két tűz között (One, Maybe Two, Ways Out)                                        | Mel Damski        | Andy Berman és Todd Harthan         | 2010. szeptember 8. 2014. február 3.  | 3,11 millió |
| 73.  | 10. | Kiadatás II (Extradition II: The Actual Extradition Part)                        | Steve Franks      | Steve Franks                        | 2010. november 10. 2014. február 10.  | 2,79 millió |
| 74.  | 11. | Paranormális gyilkosság (In Plain Fright)                                        | Stephen Surjik    | Steve Franks és Tim Meltreger       | 2010. november 17. 2014. február 17.  | 2,99 millió |
| 75.  | 12. | Hiszen ő már meghalt! (Dual Spires)                                              | Matt Shakman      | Bill Callahan és James Roday        | 2010. december 1. 2014. február 24.   | 3,54 millió |
| 76.  | 13. | Irány a rendőr akadémia! (We’d Like to Thank the Academy)                        | Tawnia McKiernan  | Bill Callahan és Todd Harthan       | 2010. december 8. 2014. március 3.    | 3,09 millió |
| 77.  | 14. | Mi lett volna, ha? (The Polarizing Express)                                      | James Roday       | James Roday és Saladin K. Patterson | 2010. december 15. 2014. március 10.  | 2,43 millió |
| 78.  | 15. | Nem a medve tette (Dead Bear Walking)                                            | Andy Berman       | Andy Berman                         | 2010. december 15. 2014. március 17.  | 2,53 millió |
| 79.  | 16. | Yang 3 2D-ben (Yang 3 in 2D)                                                     | Mel Damski        | Andy Berman és James Roday          | 2010. december 22. 2014. március 24.  | 2,90 millió |

## 6. évad (2011-2012)
| Sor. | Év. | Cím | Rendező           | Író                                 | Premier                            | Nézettség   |
| ---- | --- | --- | ----------------- | ----------------------------------- | ---------------------------------- | ----------- |
| 80.  | 1.  | Darth Vader megmentése (Shawn Rescues Darth Vader)                                                                  | Steve Franks      | Steve Franks                        | 2011. október 12. 2015. május 18.  | 3,00 millió |
| 81.  | 2.  | Másnap (Last Night Gus)                                                                                             | Andy Berman       | Andy Berman                         | 2011. október 19. 2015. május 19.  | 2,48 millió |
| 82.  | 3.  | Vámpírok (This Episode Sucks)                                                                                       | James Roday       | Todd Harthan és James Roday         | 2011. október 26. 2015. május 20.  | 3,28 millió |
| 83.  | 4.  | A látnok (The Amazing Psych-Man & Tap Man, Issue #2)                                                                | Mel Damski        | Saladin K. Patterson                | 2011. november 2. 2015. május 21.  | 3,08 millió |
| 84.  | 5.  | A kabala (Dead Man's Curve Ball)                                                                                    | Mel Damski        | Bill Callahan                       | 2011. november 9. 2015. május 22.  | 2,45 millió |
| 85.  | 6.  | Shawn beépül (Shawn, Interrupted)                                                                                   | Andrew Bernstein  | Kell Cahoon                         | 2011. november 16. 2015. május 26. | 2,46 millió |
| 86.  | 7.  | Családi találkozó (In for a Penny...)                                                                               | Mel Damski        | Todd Harthan                        | 2011. november 30. 2015. május 27. | 3,17 millió |
| 87.  | 8.  | Gus és a taó (The Tao of Gus)                                                                                       | John Badham       | Tim Meltreger                       | 2011. december 7. 2015. május 28.  | 2,70 millió |
| 88.  | 9.  | Romantikus hétvége (Neil Simon's Lover's Retreat)                                                                   | Brad Turner       | Carlos Jacott                       | 2011. december 14. 2015. május 29. | 3,03 millió |
| 89.  | 10. | Indiana Shawn és a vacak, rozsdás tőr temploma (Indiana Shawn and the Temple of the Kinda Crappy, Rusty Old Dagger) | Steve Franks      | Steve Franks                        | 2012. február 29. 2015. június 1.  | 2,46 millió |
| 90.  | 11. | Lassie hazatér (Heeeeere's Lassie)                                                                                  | James Roday       | Todd Harthan és Tim Meltreger       | 2012. március 7. 2015. június 2.   | 2,86 millió |
| 91.  | 12. | Shawn és az igazi (Shawn and the Real Girl)                                                                         | Timothy Busfield  | Andy Berman                         | 2012. március 14. 2015. június 3.  | 2,57 millió |
| 92.  | 13. | Csapassuk újra! (Let's Doo-Wop It Again)                                                                            | Jay Chandrasekhar | Saladin K. Patterson és Kell Cahoon | 2012. március 21. 2015. június 4.  | 2,73 millió |
| 93.  | 14. | Gond a boncoláskor (Autopsy Turvy)                                                                                  | Jennifer Lynch    | Andy Berman és James Roday          | 2012. március 28. 2015. június 5.  | 2,36 millió |
| 94.  | 15. | Határozott jellem (True Grits)                                                                                      | Reginald Hudlin   | Saladin K. Patterson                | 2012. április 4. 2015. június 8.   | 2,64 millió |
| 95.  | 16. | Santabarbaratown (Santabarbaratown)                                                                                 | David Crabtree    | Bill Callahan                       | 2012. április 11. 2015. június 9.  | 2,71 millió |

## 7. évad (2013)
| Sor. | Év. | Cím                                            | Rendező              | Író                                | Premier                            | Nézettség   |
| ---- | --- | ---------------------------------------------- | -------------------- | ---------------------------------- | ---------------------------------- | ----------- |
| 96.  | 1.  | Santabarbaratown, 2. rész (Santabarbaratown 2) | Mel Damski           | Steve Franks & Bill Callahan       | 2013. február 27. 2016. január 9.  | 2,94 millió |
| 97.  | 2.  | Családban marad (Juliet Takes A Luvvah)        | Andy Berman          | Andy Berman                        | 2013. március 6. 2016. január 10.  | 2,81 millió |
| 98.  | 3.  | Erdei túra (Lassie Jerky)                      | James Roday          | James Roday                        | 2013. március 13. 2016. január 16. | 3,04 millió |
| 99.  | 4.  | Irány Mexikó! (No Country for Two Old Men)     | Mel Damski           | Kell Cahoon                        | 2013. március 20. 2016. január 17. | 2,45 millió |
| 100. | 5.  | 100 kocka (100 Clues)                          | Matt Shakman         | Todd Harthan                       | 2013. március 27. 2016. január 23. | 2,93 millió |
| 101. | 6.  | Kész cirkusz (Cirque du Soul)                  | Jennifer Lynch       | Saladin K. Patterson               | 2013. április 3. 2016. január 24.  | 2,41 millió |
| 102. | 7.  | A titokra fény derül (Deeez Nups)              | James Roday          | Bill Callahan & James Roday        | 2013. április 10. 2016. január 30. | 2,25 millió |
| 103. | 8.  | Hogyan tovább? (Right Turn or Left for Dead)   | David Crabtree       | Carlos Jacott                      | 2013. április 17. 2016. január 31. | 2,77 millió |
| 104. | 9.  | A hasonmás (Juliet Wears the Pantsuit)         | James Roday          | Bill Callahan és James Roday       | 2013. április 24. 2016. február 6. | 2,46 millió |
| 105. | 10. | A jelölt (The Santabarbarian Candidate)        | Richard Coleman      | Tim Meltreger                      | 2013. május 1. 2016. február 7.    | 2,35 millió |
| 106. | 11. | Gáz van! (Office Space)                        | Andrew Bernstein     | Andy Berman & Todd Harthan         | 2013. május 8. 2016. február 13.   | 2,29 millió |
| 107. | 12. | Adásban (Dead Air)                             | Saladin K. Patterson | Saladin K. Patterson & Kell Cahoon | 2013. május 15. 2016. február 14.  | 2,31 millió |
| 108. | 13. | A hiúság ára (Nip and Suck it)                 | Mel Damski           | Carlos Jacott & Tim Meltreger      | 2013. május 22. 2016. február 20.  | 2,48 millió |
| 109. | 14. | Új rend (No Trout About It)                    | Brad Turner          | Bill Callahan & Carlos Jacott      | 2013. május 29. 2016. február 21.  | 2,18 millió |

Musicalszámokkal gazdagított televíziós különkiadás „Psych: The Musical”, amit 2013 decemberében mutatnak be.
| Sor. | Év. | Cím                                   | Rendező      | Író                       | Premier                                 | Nézettség   |
| ---- | --- | ------------------------------------- | ------------ | ------------------------- | --------------------------------------- | ----------- |
| 110. | 1.  | Psych: A musical (Psych: The Musical) | Steve Franks | Steve Franks & Evan Cohen | 2013. december 15. 2016. február 27-28. | 2,23 millió |

## 8. évad (2014)
| Sor. | Év. | Cím                                                                                                   | Rendező        | Író                                | Premier                             | Nézettség   |
| ---- | --- | --- | -------------- | ---------------------------------- | ----------------------------------- | ----------- |
| 111. | 1.  | Burton Guster és a tűz serlege (Lock, Stock, Some Smoking Barrels and Burton Guster’s Goblet of Fire) | Steve Franks   | Steve Franks                       | 2014. január 8. 2016. március 5.    | 2,28 millió |
| 112. | 2.  | Lehet még rosszabb? (Seize the Day)                                                                   | David Crabtree | Todd Harthan                       | 2014. január 15. 2016. március 6.   | 1,51 millió |
| 113. | 3.  | Próbáljuk újra: Zápor, zivatar és gyilkosság (Remake A.K.A. Cloudy... With a Chance of Improvement)   | Andy Berman    | Andy Berman és Todd Harthan        | 2014. január 22. 2016. március 12.  | 1,61 millió |
| 114. | 4.  | Túszhelyzet (Someone's Got a Woody)                                                                   | Mel Damski     | Andy Berman & Saladin K. Patterson | 2014. január 29. 2016. március 13.  | 1,73 millió |
| 115. | 5.  | Ki is vagy? (COG Blocked)                                                                             | Brad Turner    | Carlos Jacott                      | 2014. február 5. 2016. március 19.  | 1,79 millió |
| 116. | 6.  | A múlt történetei (1967; a Psych Odyssey)                                                             | Kirsten Nelson | Tim Meltreger & James Roday        | 2014. február 26. 2016. március 20. | 1,53 millió |
| 117. | 7.  | MegEtetlek (Shawn & Gus Truck Things Up)                                                              | David Crabtree | Saladin K. Patterson               | 2014. március 5. 2016. március 26.  | 1,56 millió |
| 118. | 8.  | Pillanatnyi hírnév (A Touch of Sweevil)                                                               | James Roday    | Andy Berman & Kell Cahoon          | 2014. március 12. 2016. március 27. | 1,36 millió |
| 119. | 9.  | Rémálom a State streeten (A Nightmare on State Street)                                                | James Roday    | James Roday & Carlos Jacott        | 2014. március 19. 2016. április 2.  | 1,53 millió |
| 120. | 10. | Az élet megy tovább (The Breakup)                                                                     | Steve Franks   | Steve Franks                       | 2014. március 26. 2016. április 3.  | 1,93 millió |

## TV filmek (2017-2021)
| Sor. | Év. | Cím                       | Rendező      | Író                                      | Premier            | Nézettség   |
| ---- | --- | ------------------------- | ------------ | ---------------------------------------- | ------------------ | ----------- |
| 1.   | 1.  | Psych: The Movie          | Steve Franks | Steve Franks és James Roday              | 2017. december 7.  | 1,26 millió |
| 2.   | 2.  | Psych 2: Lassie Come Home | Steve Franks | Steve Franks, James Roday és Andy Berman | 2020. július 15.   | N/A         |
| 3.   | 3.  | Psych 3: This Is Gus      | Steve Franks | Steve Franks és James Roday              | 2021. november 18. | N/A         |